# Адміністративний поділ Сполучених Штатів Америки
Різні визнані урядові і самоврядні одиниці, як-от штати, округ Колумбія, території США, резервації індіанців і їх підрозділи, складаються на адміністративний поділ Сполучених Штатів Америки.

## Визначення
Згідно з визначенням Служби внутрішніх доходів США:
Федеральний уряд та уряди штатів визначаються і визнаються Конституцією США й конституціями штатів. Федерально визнані уряди племен індіанців визнаються Конституцією США, трактатами, статутами та рішеннями судів. Інші одиниці можуть визнаватися урядами згідно з законодавством штатів, рішеннями судів або дослідженням фактів і обставин, що вказують на наявність рис уряду, такі як повноваження до накладання податків, встановлення правопорядку й становлення цивільних органів влади.

## Федеративні одиниці

### Штат

Динаміка входження штатів до складу США

Головною політичною одиницею під федеральним рівнем є штат. На травень 2021 року в США є 50 рівних між собою штатів (див. список), котрі зв'язані разом у федерацію. Кожен штат має юрисдикцію над окресленою географічною територією і поділяє суверенітет над цими територіями з федеральним урядом США (отже, громадяни США є, якщо вони проживають у штатах, водночас громадянами США і штату). У багатьох рішеннях Верховного суду США зазначалось, що кожен з 50 штатів і федеральний уряд є окремими суверенами. Оскільки федеральний уряд не доручає штатам виконувати переважну більшість обов'язків, а радше самі штати розпоряджаються тими сферами управління, що не були передані федеральному урядові (Десята поправка до Конституції), штати не є безпосередньо підпорядкованою федеральному урядові адміністративно-територіальною одиницею. Вони управляють країною паралельно до федерального уряду. Однак дії штатів, а також їх суверенітет, обмежуються федеральною Конституцією, федеральними законами, якщо уряд примусить штати їх виконувати, і договорами, що затверджені Сенатом США із іншими суверенними одиницями.
Всі штати США скопіювали структуру федерального уряду і, хоча Конституція не вимагає цього, у всіх штатах є розподіл державної влади між виконавчою, законодавчою і судовою, із дуже сильною позицією губернатора штату, який, так як Президент США, є водночас головою уряду штату і головою штату.

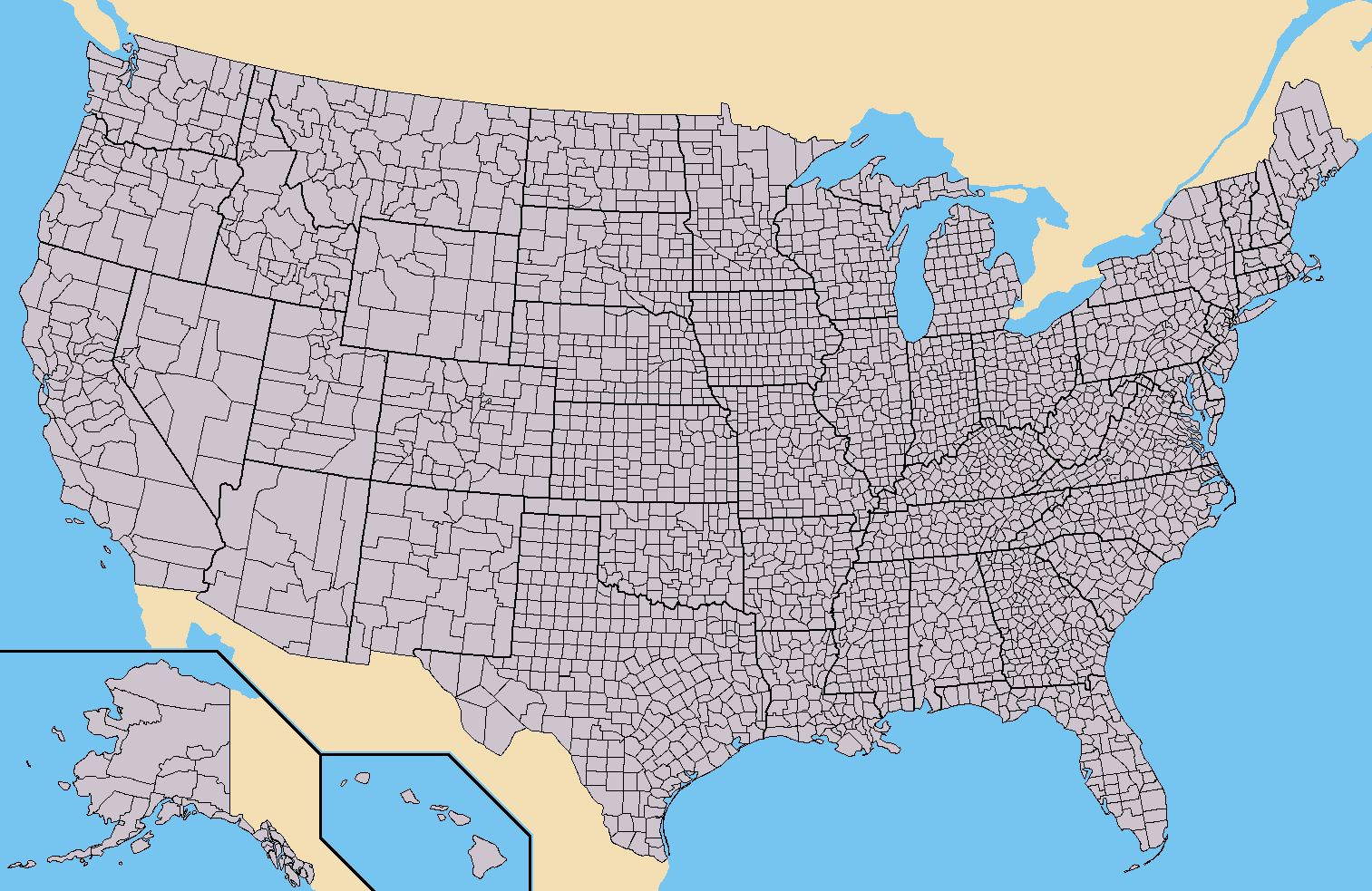
Мапа США з поділом на округи

Штати не можуть бути поділені або змінювати кордони без згод штатів, яких ці зміни стосуються.

### Округи і їх відповідники
Штати США далі діляться на менші адміністративні одиниці. У більшості штатів вони називаються округами (англ. counties), у Луїзіані вони називаються парафіями (англ. parishes), а в Алясці - боро (англ. borough). Організація цих одиниць визначається виключно штатом. Усього 50 штатів поділили себе на 3142 округи або їх відповідники, проте кількість округів дуже різна: від 3 у штаті Делавер до 254 у Техасі.
Більшість штатів стосує правило Діллона, яке каже, що у підрядних одиниць мають бути тільки ті повноваження, що надані конституцією й законами штатів; інші же дають округам і/або тауншипам самостійно контролювати свої внутрішні справи, якщо це не порушує законодавства: федерального і штату - їх називають самоврядними (англ. home rule state). Багато штатів мають певні елементи обидвох систем.
Незважаючи на це розрізнення, ролі округів кардинально відрізняються від штату до штату.
У південних штатах Нової Англії (як-от у Конектикуті, Род-Айленді і в більшій частині штату Массачусетс) округи мають символічну функцію, а їх органи влади були скасовані. Інші штати Нової Англії щоправда не ліквідували управління округів, але їхні функції дуже обмежені. Дещо більше влади надається округам в штатах Середнього Заходу, а найбільше - у західних і південних штатах.
Кордони округів від 20-х років минулого століття змінювалися вкрай рідко, отже округи можуть мати різницю населення у тисячі разів (як в Каліфорнії: округ Лос-Анджелес має більш ніж 10 млн населення, тоді як округ Алпайн - дещо більше ніж 1100).

### Адміністрація міст
У 20 штатах, здебільшого на північному сході і на Середньому Заході країни, округи далі діляться на містечка (англ. township) та їхні еквіваленти. У Новій Англії вони наділені вельми сильними повноваженями і є практично виключною ланкою місцевої влади на півдні цього регіону.
Зазвичай підлеглі владі округу є муніципальні корпорації (котрих в США близько 30000), які містять в собі населені пункт із різною ступінню самоврядності. Муніципалітети часто не покривають усю міську територію; з іншої сторони, територія, яку охоплює цей муніципалітет, може переходити на інші округи - більшість штатів це дозволяє.
У деяких штатах міста можуть об'єднуватися із округами і створювати об'єднане місто-округ. Більш того, певні штати (наприклад Міссурі) передбачають незалежні міста (англ. independent cities), які підпорядковуються штату, а у Вірджинії всі міста є незалежними (а отже є відповідниками округів). Особливим випадком є місто Нью-Йорк, якого муніципальна корпорація обіймає повністю п'ять округів, які на міському рівні називаються районами (англ. borough).

## Одиниці, що підпорядковані федеральному уряду

### Округ Колумбія
Округ Колумбія має особливий статус у американській системі. Конституція США у статті 1 розділі 8 передбачає, що федеральний уряд може: "неподільно виконувати законодавство в усіх випадках в окрузі (площею не більше за десять квадратних миль), що відступлять окремі штати і прийме Конгрес як осідок уряду Сполучених Штатів". Саме нею є Округ Колумбії.
Федеральний уряд, згідно з Конституцією, має формально абсолютну владу над цією територією, проте в практиці Вашингтон на законодавчому рівні є самоврядним містом із виборним мером і 13-особовою радою міста, хоча на відміну від інших міст, воно підпорядковане Конгресу та Президентові, і Конгрес може скасувати ухвали, що приймаються округом.
На округ Колумбії повністю розповсюджується Конституція США, але жителі не є громадянами федерального округу, на відміну від штатів. Жителі округу обирають президента, але представлені у Конгресі тільки делегатом без права голосу у Палаті представників.
Округ поділений на 8 кварталів (wards), які містять 37 Дорадчих районних комісій (англ. Advisory Neighborhood Commission), що були створені законом. Перші слугують як виборчі округи і як планістичні одиниці, натомість саме комісії мають широкі повноваження щодо регуляції місцевого життя району.

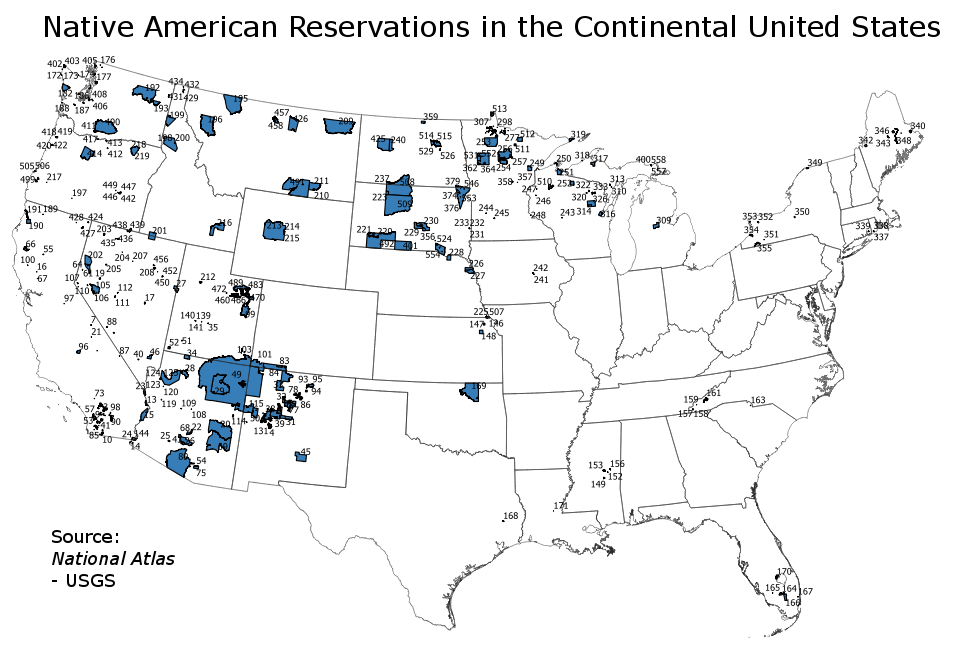
Мапа резервацій індіанців у 48 континентальних штатах

### Резервації індіанців

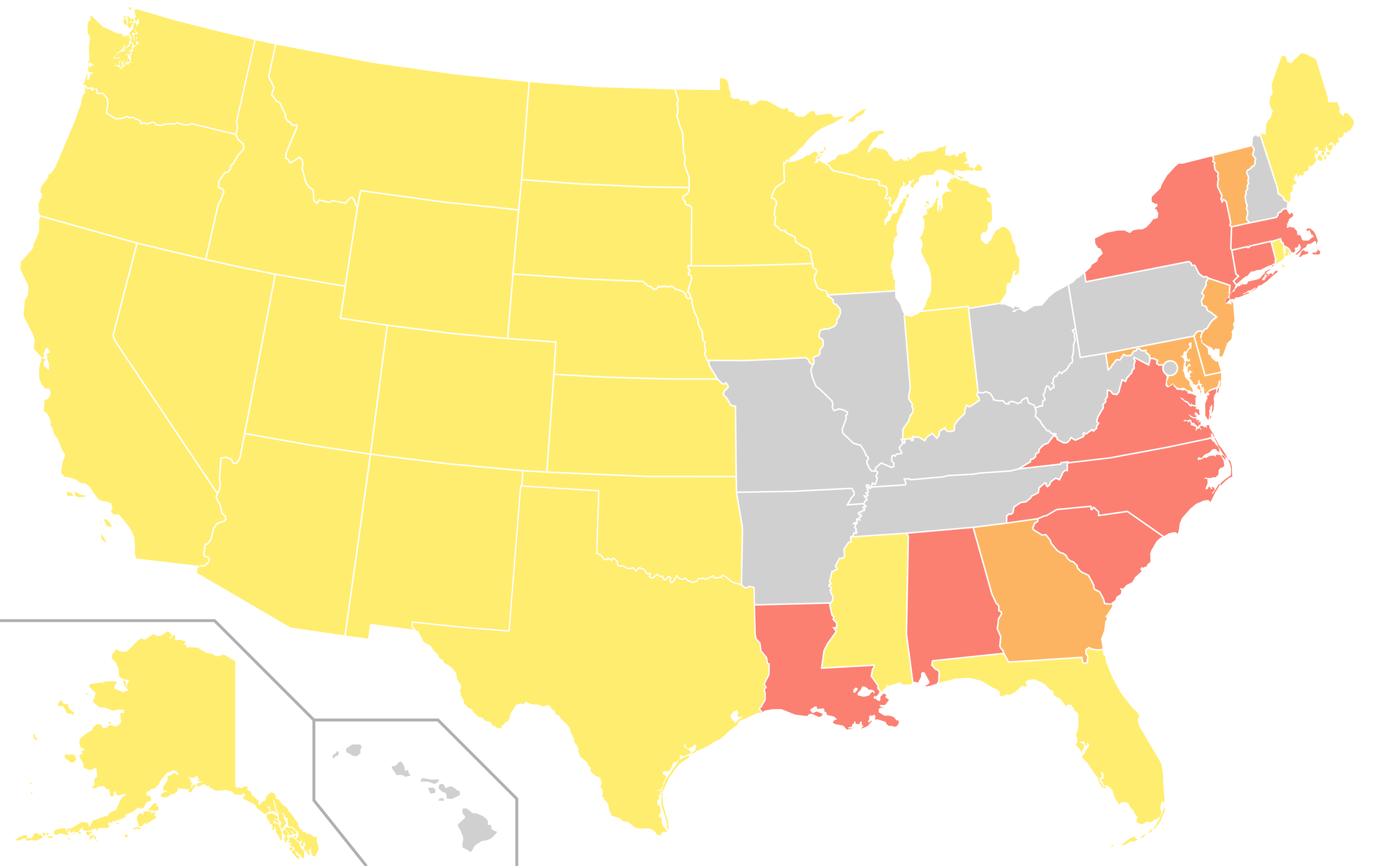
Мапа штатів за наявністю визнаних племен індіанців. Жовтий — лише федеральні; червоний — лише племена визнані урядами штатів; помаранчевий — обидві форми визнання; сірий — племен немає.

Резервації індіанців — це території, які виділені під користування індіанськими племенами США. Більшість із 326 знаходяться на заході і півночі США і організовані федеральним урядом.
Так само як штати, федерально визнані племена індіанців, за рішеннями Верховного Суду США у Worcester v. Georgia, мають племінний суверенітет і через це самоврядні — їхні племінні уряди необов'язково наслідують структуру уряду штату, у якому резервація знаходиться, але можуть встановлювати власні закони у деяких сферах. На відміну від штатів, вони безпосередньо підпорядковані федеральному Бюро справ індіанців. Штати мають обмежену юрисдикцію над їхніми територіями.
Племена індіанців можуть мати землі поза резерваціями і передавати їх під формальну опіку Департаменту внутрішніх справ США, задля подальшого їхнього використовування цим племенем. Ці землі називаються off-reservation trust land і у більшості схожі за структурою і правами з резерваціями.
Частина з племен, особливо на Сході США, визнана урядами штатів. Такі племена не є суверенними і зазвичай не підлягають охороні федерального уряду. У випадку такого визнання правила і відносини з цим племенем регулює штат.
Кожне плем'я ділить резервацію різним чином — наприклад плем'я Навахо ділить себе на агентства і відділи (agencies, Chapters), а плем'я чорноногих — на громади (Communities).

### Території США

#### Номенклатура
США ділять свої території за двома ознаками:
- повність застосування Конституції США. Та територія, де Конституція стосується повністю, зветься інкорпорованою, і відповідно неінкорпорованою, якщо це не так;
- наявність органічних статутів, що окреслюють відносини федерального уряду з територією. Території, які мають органічний закон, називаються організованими, а неорганізовані його не мають.

#### Загальний опис
Історично «території США» створювалися як проміжний етап до здобуття статусу штату. Більшість серед тих, що не були початковими 13 колоніями, проходили через цей етап. Проте від 90-х років ХІХ сторіччя США почали вести експансивну політику щодо заморських володінь. США таким чином змусили припинити існування Гавайського королівства й анексували острови, а також заволоділи Філіппінами, Пуерто-Рико, Американським Самоа і Гуамом.
Окрім того, США здобувало території через Закон про гуано 1856 р., згідно з яким США заявляло претензії на острови, що не були частинами інших країн, на яких не проживали люди і на яких були поклади гуано.
Таким чином, в США на сьогоднішній день 14 територій, усі з них острівні, серед яких постійно заселені п'ять. Узагальнено вони називаються острівними територіями (insular areas).

#### Інкорпоровані території
На травень 2021 р. в США існує лише одна інкорпорована територія під управлінням США — атол Пальміра, що на півшляху від Американського Самоа до Гавайського архіпелагу. Він управляється з Вашингтону департаментом внутрішніх справ США. Сьогодні це національний резерват дикої природи (англ. National Wildlife Refuge).

#### Неінкорпоровані території
Цей тип територій розповсюджується на інші території у володінні США. Вісім із володінь - це тихоокеанські острови без постійного населення. Вони управляються з Вашингтону різними агентствами, але частіше за все або як національні резервати дикої природи для наукових цілей, або ж як військові бази. Деякі з них є предметом диполматичних суперечок між країнами, наприклад Гаїті заявляє про приналежність острову Навасса до цієї країни.

##### (Організовані) самоврядні території
США розпоряджається чотирма територіями, яким надані органічні статути, а саме: Пуерто-Рико, Американські Віргінські Острови, Гуам і Північні Маріанські Острови. Американське Самоа не має такого статуту, але має затверджену федеральним урядом конституцію, отже де-факто також вважається організованою, тобто самоврядною, хоча із певними застереженнями. На відміну від штатів, назва "співдружність" змінює статус території, оскільки запевнює, що федеральний уряд не відбере в односторонньому порядку самоврядування території.
Території наслідують адміністративний устрій федерального уряду, із губернатором, парламентами й судами. Згідно з рішенням Верховного Суду США у Puerto Rico v. Sanchez Valle, території не суверенні.
Співдружність Пуерто-Рико - найбільша з них за розмірами і населенням, яке більше ніж 21 штат. Це єдина територія, де федеральний суд прирівнюється до тих, що організовані у 50 штатах. Його громадяни загалом не платять федерального податку на доходи. Ця територія, на відміну від інших, висилає не делегата до Конгресу, а Постійного комісара, що обирається на 4 роки замість 2. Пуерто-Рико ділиться на 78 муніципалітетів.
Північні Маріанські Острови мають територіальний суд, що відрізняється тим, що судді не призначаються там на життя, а на строк 10 років. Однак що до решти статус цих островів схожий - жителі є громадянами США і території (так як в Пуерто-Рико) і так само територія підконтрольна федеральному уряду. Співдружність поділена на 4 муніципалітети, що складаються з трьох муніципалітетів найбільш південних островів і цілої решти архіпелагу. Муніципалітет Північних Островів станом на травень 2021 р. непостійно заселений через евакуацію населення.
Американські Віргінські Острови і Гуам не є співдружностями, але також є самоврядними територіями із затвердженим органічним актом у кожному з випадків. З адміністративного поділу Американські Віргінські Острови мають два райони (district), що далі розбиваються на 20 підрайонів, а Гуам ділиться на 19 сіл, що водночас є муніципалитетами.
Американське Самоа має іншу в порівнянні з іншими територіями ситуацію. Жителі Самоа не є громадянами США, але визнаються як жителі США (US national), що дозволяє їм подорожувати і працювати, але через цей статус не мають повних громадянських прав. Жителі Американського Самоа мають право змінити цей статус на громадянство за окресленою процедурою у одному зі штатів. Територія має затверджену конституцію, а сама територія має самоуправління. Американське Самоа має 3 райони, 15 округів і 78 сіл.

## Уваги
1. ↑  Массачусетс, Пенсільванія, Вірджинія і Кентуккі офіційно називають себе співдружностями, тобто Commonwealth, але це жодного впливу на їх статус не має